# Liste der brasilianischen Botschafter in Estland
Die Botschaft befindet sich in A.Lauteri 5 Tallinn.
| Ernannt       | Name                             | Bemerkungen | Mensagem Senado Federal | im Senat des Nationalkongress vorgestellt am | ernannt von               | akkreditiert während der Regierung von | Posten verlassen |
| ------------- | -------------------------------- | --- | ----------------------- | -------------------------------------------- | ------------------------- | -------------------------------------- | ---------------- |
| 17. Jan. 1995 | Bernardo de Azevedo Brito        | [ 1 ] | MSF 178 de 1994         | 17. Jan. 1995                                | Fernando Henrique Cardoso | Lennart Meri                           |                  |
| 3. Feb. 1999  | José Olympio Rache de Almeida    | [ 2 ] | MSF 216 de 1998         | 27. Jan. 1999                                | Fernando Henrique Cardoso | Lennart Meri                           |                  |
| 29. Aug. 2001 | Luiz Henrique Pereira da Fonseca | [ 3 ] | MSF 130 de 2001         | 22. Aug. 2001                                | Fernando Henrique Cardoso | Arnold Rüütel                          |                  |
| 13. Sep. 2005 | Luiz Sérgio Gama Figueira        | (* 10. Januar 1941 in Rio de Janeiro) Sohn von Cecília Gama Figueira und Aguinaldo dos Reis Figueira 1999: Botschafter in Riad auch in Sanaa Jemen akkreditiert | MSF 169 de 2005         | 30. Aug. 2005                                | Luiz Inácio Lula da Silva | Arnold Rüütel                          |                  |
| 5. Juni 2009  | Armando Vitor Boisson Cardoso    | (* 1. Juli 1944 in Rio de Janeiro) Sohn von Ofélia Boisson Cardoso und Armando Levy Cardoso, 2001: Botschafter in Port-au-Prince.                               | MSF 53 de 2009          | 20. Mai 2009                                 | Luiz Inácio Lula da Silva | Toomas Hendrik Ilves                   |                  |
| 20. Mai 2011  | Vergniaud Elyseu Filho           | (* 3. März 1947) Sohn von Ilda Fernandes da Silva Elyseu und Vergniaud Elyseu                                                                                   | MSF 46 de 2011          | 3. Mai 2011                                  | Dilma Rousseff            | Toomas Hendrik Ilves                   |                  |